# 千葉泰伸
千葉 泰伸（ちば やすのぶ、1971年4月11日 - ）は宮城県石巻市出身の元サッカー選手、サッカー指導者。現役時代のポジションはミッドフィールダー。

## 来歴
1994年、順天堂大学を卒業しジャパンフットボールリーグの東芝サッカー部に加入。1996年にブランメル仙台に移籍した。1999年、J2第3節・ヴァンフォーレ甲府戦でJリーグ初出場を果たすと延長Vゴールを決めて自身のJリーグ初得点とクラブのJ2初勝利を記録した。同年限りで現役引退。
引退後は2000年からジェフユナイテッド市原の育成部コーチを務め、2001年からはベガルタ仙台育成部コーチを務めた。2012年、東日本大震災の影響で休部していた東京電力女子サッカー部マリーゼを移管して発足したベガルタ仙台レディースの初代監督に就任。女子チームの指導経験はなかったので監督就任を打診された時は悩んだが、被災地の石巻市出身者として「地域を元気にし、勇気づけたい」と思い引き受けた。同年のチャレンジリーグで優勝してなでしこリーグに昇格、2015年には過去最高のリーグ戦2位の成績を収めた。2016年シーズン限りで監督を退任した。2017年、女子育成部長に就任。同年11月付で女子強化育成部長となる。2018年6月、千葉の後任としてレディース監督を務めていた越後和男が成績不振により辞任したことを受け、現職兼任で監督に復帰した。シーズン終了後に監督を退任、女子強化育成部長の職も辞任した。

## 所属クラブ
- 宮城県石巻工業高等学校
- 順天堂大学
- 1994年 - 1995年 東芝サッカー部
- 1996年 - 1998年 ブランメル仙台
- 1999年 ベガルタ仙台

## 個人成績
| 国内大会個人成績 | 国内大会個人成績 | 国内大会個人成績 | 国内大会個人成績 | 国内大会個人成績 | 国内大会個人成績 | 国内大会個人成績 | 国内大会個人成績 | 国内大会個人成績 | 国内大会個人成績 | 国内大会個人成績 | 国内大会個人成績 |
| 年度             | クラブ           | 背番号           | リーグ           | リーグ戦         | リーグ戦         | リーグ杯         | リーグ杯         | オープン杯       | オープン杯       | 期間通算         | 期間通算         |
| 年度             | クラブ           | 背番号           | リーグ           | 出場             | 得点             | 出場             | 得点             | 出場             | 得点             | 出場             | 得点             |
| 日本             | 日本             | 日本             | 日本             | リーグ戦         | リーグ戦         | リーグ杯         | リーグ杯         | 天皇杯           | 天皇杯           | 期間通算         | 期間通算         |
| ---------------- | ---------------- | ---------------- | ---------------- | ---------------- | ---------------- | ---------------- | ---------------- | ---------------- | ---------------- | ---------------- | ---------------- |
| 1994             | 東芝             | 13               | 旧JFL            | 14               | 0                | -                | -                | 1                | 0                | 15               | 0                |
| 1995             | 東芝             | 13               | 旧JFL            | 17               | 2                | -                | -                | 0                | 0                | 17               | 2                |
| 1996             | B仙台            | 26               | 旧JFL            | 17               | 3                | -                | -                | 3                | 1                | 20               | 4                |
| 1997             | B仙台            | 26               | 旧JFL            | 17               | 2                | 6                | 0                | 2                | 0                | 25               | 2                |
| 1998             | B仙台            | 9                | 旧JFL            | 19               | 2                | 0                | 0                | 0                | 0                | 19               | 2                |
| 1999             | 仙台             | 14               | J2               | 23               | 2                | 1                | 0                | 0                | 0                | 24               | 2                |
| 通算             | 日本             | 日本             | J2               | 23               | 2                | 1                | 0                | 0                | 0                | 24               | 2                |
| 通算             | 日本             | 日本             | 旧JFL            | 84               | 9                | 6                | 0                | 6                | 1                | 96               | 10               |
| 総通算           | 総通算           | 総通算           | 総通算           | 107              | 11               | 7                | 0                | 6                | 1                | 120              | 12               |

- Jリーグ(J2)初出場・初得点：1999年3月28日 対ヴァンフォーレ甲府戦 (韮崎中央公園陸上競技場)

## 指導歴
- 2000年 - 2001年9月 ジェフユナイテッド市原 育成部 (仙台スクール)
- 2001年10月 - 2018年 ベガルタ仙台
  - 2001年 - 2009年 アカデミーコーチ
  - 2010年 ユース監督
  - 2011年 スクールコーチ兼ホームタウン担当
  - 2012年 - 2016年 ベガルタ仙台レディース監督
  - 2017年 - 同年10月 女子育成部長兼マイナビベガルタ仙台レディースジュニアユース監督
  - 2017年11月 - 2018年6月 女子強化育成部長
  - 2018年6月 - 12月 女子強化育成部長兼レディース監督
- 2008年 国体宮城選抜コーチ